# Ильичёвское сельское поселение (Омская область)
Ильичёвское се́льское поселе́ние — муниципальное образование в Москаленском районе Омской области Российской Федерации.
Административный центр — село Ильичёвка.

## История
Статус и границы сельского поселения установлены Законом Омской области от 30 июля 2004 года № 548-ОЗ «О границах и статусе муниципальных образований Омской области».

## География
Административным центром поселения является с.Ильичёвка (Омская область). Село расположено в 14 км к северо-востоку от р.п. Москаленки (Омская область).На севере Ильичевское сельское поселение граничит с Краснознаменским, на северо-западе - с Тумановским, на юго-востоке - с Элитовским, на юго-западе - со Звездинским, на востоке - с Ивановским сельскими поселениями. Ильичевское поселение включает шесть сельских населенных пунктов: Ильичевка, Шефер (деревня), Мироновка (Омская область), Обновление, Губернск, Мирное Поле.

## Население
| 2010  | 2011  | 2012  | 2013  | 2014  | 2015  | 2016  |
| ----- | ----- | ----- | ----- | ----- | ----- | ----- |
| 1310  | ↘1307 | →1307 | ↗1314 | ↘1285 | ↗1287 | ↘1261 |
| 2017  | 2018  | 2019  | 2020  | 2021  | 2023  |       |
| ↘1260 | ↗1261 | ↘1237 | ↗1239 | ↘1175 | ↘1141 |       |

## Состав сельского поселения
| № | Населённый пункт | Тип населённого пункта       | Население |
| - | ---------------- | ---------------------------- | --------- |
| 1 | Губернское       | деревня                      | ↘54       |
| 2 | Ильичёвка        | село, административный центр | ↘608      |
| 3 | Мирное Поле      | деревня                      | ↘7        |
| 4 | Мироновка        | деревня                      | ↘348      |
| 5 | Обновление       | деревня                      | ↗75       |
| 6 | Шефер            | деревня                      | ↘218      |